# 게오르게 안드로니크
게오르게 안드로니크(루마니아어: Gheorghe Andronic, 1991년 9월 25일~)는 몰도바의 축구 선수이다. 포지션은 미드필더이며, 현재 루마니아 리가 I의 FC 아스트라 지우르지우에서 활동하고 있다.

## 클럽 경력
짐브루 키시너우 아카데미 출신이며 2008-09 시즌에 짐브루 키시너우에 입단하면서 디비지아 나치오날러 무대에 데뷔했다. 2010년 1월에는 크로아티아의 축구 클럽인 GNK 디나모 자그레브와 5년 계약을 체결했지만 얼마 지나지 않아서 로코모티바에 임대되었다. 2010-11 시즌에는 HNK 고리차로 임대되었다.
2011년 2월에는 스웨덴의 2부 축구 리그인 수페레탄에 소속되어 있던 베르나모로 이적했고 2012년에는 데게르포르스로 이적했다. 2013년에 짐브루 키시너우로 이적하면서 디비지아 나치오날러 무대에 복귀했고 2013년부터 2019년까지 밀사미 오르헤이 소속으로 활동했다. 2019년에는 루마니아 리가 I에 소속되어 있던 아스트라 지우르지우로 이적했다.

## 국가대표 경력
2010년부터 2012년까지 몰도바 U-21 축구 국가대표팀 선수로 활동했다. 2011년 10월 11일에 열린 산마리노와의 UEFA 유로 2012 예선 경기에 처음 출전하면서 몰도바 축구 국가대표팀 선수로 데뷔했다. 그는 이 경기에서 자신의 국가대표팀 첫 골을 기록하면서 몰도바의 4-0 승리에 기여했다.